# 仁王門通 (京都市)

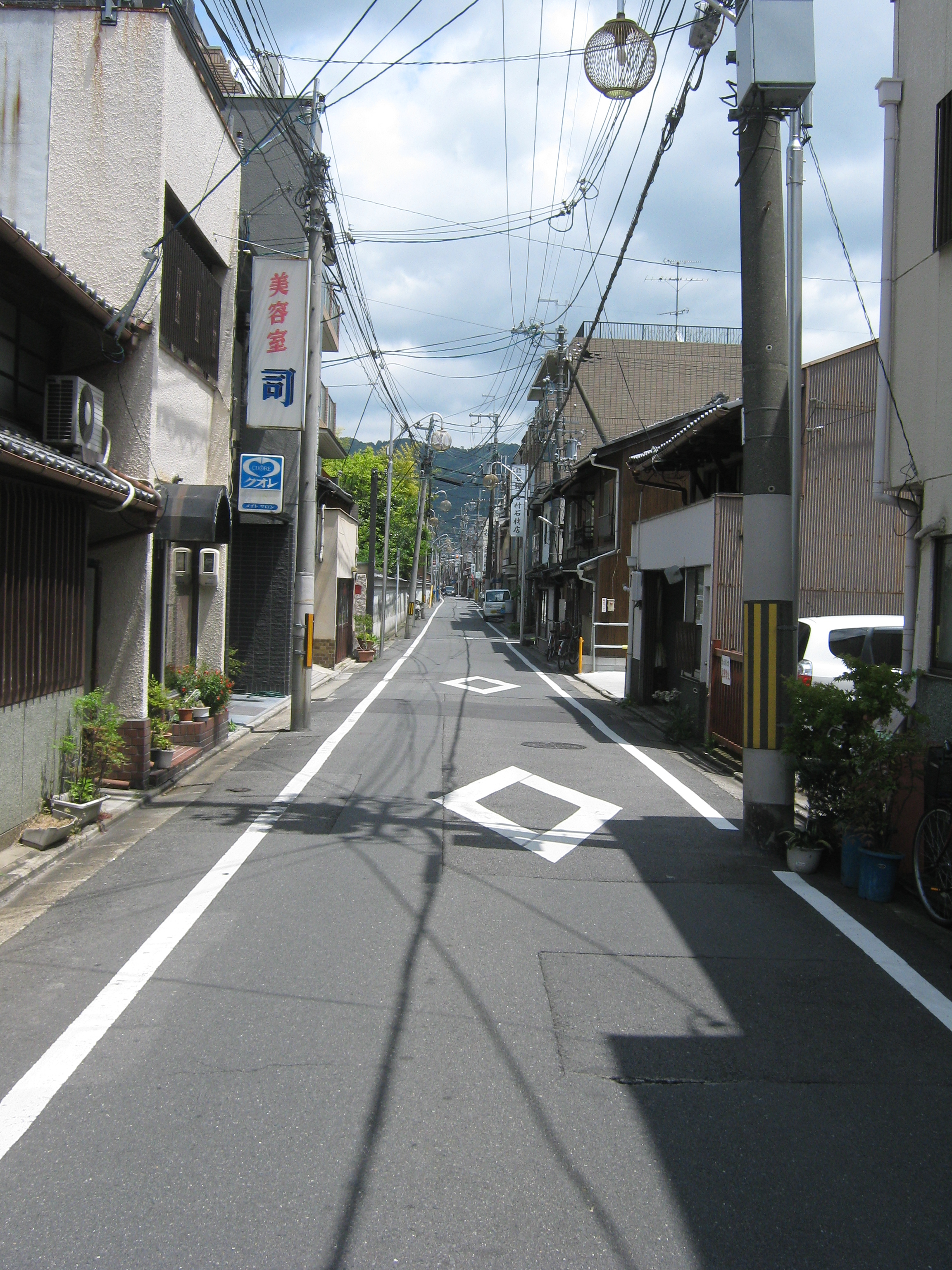
京都市左京区を通る仁王門通

仁王門通（におうもんどおり）は、京都府京都市左京区の東西の通りの一つ。鴨川東岸に位置し、西は川端通から、東は白川通との交差点から南東に進み蹴上交差点で三条通と合流する。全長約1.7km。

## 概要
三条通の蹴上交差点から東大路通までは2車線の広い道で三条通のバイパスとして機能している。南禅寺橋から東大路通の東側までの間、琵琶湖疏水を隔てた北には岡崎の文化施設の並ぶ一角がある。東大路通から川端通までは西行一方通行の狭い道で住商混在の通りである。

### 歴史
宝永5年（1708年）3月の「宝永の大火」による公家町の拡張による民家・寺院の移転により、当地には二条川東（にじょうかわひがし）と呼ばれる区画が拓かれた。仁王門通もその時におよそ現在の川端通から東大路通の間に開かれたと考えられる。
仁王門通の名称は、宝永の大火以前から同地にある、沿道の頂妙寺（寛文13年（1673年）に現在の京都御苑内の高倉下立売から移転）の仁王門に由来する。なお『京都坊目誌』では仁王門通の名称を岡崎法勝寺の門に行き当たることによるとするが、法勝寺復元図による西大門は仁王門通の位置とはかなりのずれがあることから、名称の由来は頂妙寺の仁王門によるものとされる。
明治に入り、琵琶湖疏水の岡崎運河の南側に京都電気鉄道の鴨東線（狭軌路線）が明治28年（1895年）に通じた。同線は後に明治40年（1907年）蹴上インクラインの南側に沿って三条通まで通じることになった。京都電気鉄道は大正7年（1918年）に京都市に買収され京都市電となった。
東大路通の東側から東側は約28mと幅員が広く、これは明治45年（1912年）に京都市電の東山線が通り、以降延長されたことによる。大正15年（1926年）には東山仁王門から東に進み、広軌軌道に改軌した路線（京都市電蹴上線）により蹴上まで通じた。蹴上線は、1945年に休止となり、1965年に正式に廃止された。

## 鴨川東岸の南北の通り
宝永の大火のあと、御所の拡張に伴う寺院および丸太町通北側の町の移転により、鴨川東岸の仁王門通を中心に、二条通・仁王門通間と仁王門通・孫橋通間に南北の通りが開かれた。

### 仁王門通の南側（西から）

#### 新丸太町通
川端通から一筋東に位置する南北の通り。北は仁王門通から南は三条通の一筋北に位置する孫橋通まで、途中交差する通りのない延長300m足らずの通りである。御所拡張のため、丸太町通の沿道住民が移住してきたためこの名があるという。通り名にちなむ新丸太町1町により構成される。
なお、丸太町通の円町交差点以西の新規開通区間については、丸太町通の記事を参照。

#### 新麩屋町通
新丸太町通の一筋東に位置する南北の通り。北は仁王門通で日蓮宗本山の頂妙寺に行き当たり、南は三条通まで。大菊町1町により構成される。頂妙寺も大菊町に含まれる。

#### 新富小路通
新麩屋町通の一筋東に位置する南北の通り。北は仁王門通で新車屋町通とつながり、南は三条通の一筋北に位置する孫橋通まで。富小路通丸太町上るに位置した讃州寺町が移転して開かれた。旧町名を引き継ぐ讃州寺町1町により構成される。

#### 新柳馬場通
新富小路通の一筋東に位置する南北の通り。北は仁王門通で新東洞院通とつながり、南は三条通を隔てて花見小路通につながる。柳馬場通丸太町上るに位置した駒薬師町が移転して開かれた。現在は菊鉾町1町により構成される。

#### 新堺町通
新柳馬場通の一筋東に位置する南北の通り。北は仁王門通で新間之町通とつながり、南は三条通まで。堺町通丸太町上るに位置した駒本町が移転して開かれた。現在は和国町により構成される。

#### 新高倉通
新堺町通の一筋東に位置する南北の通り。北は仁王門通から孫橋通まで。高倉通丸太町上るに位置した要法寺が移転して開かれた。現在、通りの東側は寺院が並び、住居は主に西側にある。

### 仁王門通の北側

#### 新車屋町通
北は二条通から南は仁王門通に至る南北の通り。仁王門通で新富小路通とつながる。車屋町通丸太町上るに位置した大炊町が移転して開かれた。通り名にちなむ新車屋町1町により構成される。

#### 新東洞院通
新車屋町通の一筋東に位置する南北の通り。北は二条通から仁王門通まで。仁王門通で新柳馬場通とつながる。東洞院通丸太町上るに位置した三本木町が移転して開かれた。通り名にちなむ新東洞院町1町により構成される。
明治2年（1869年）に上京第33番組小学校として開校した京都市立新洞小学校が西側に位置した。

#### 新間之町通
新東洞院通の一筋東に位置する南北の通り。北は二条通から仁王門通までの短い通り。仁王門通で新堺町通につながる。間之町通丸太町上るに位置した頭町が移転して開かれた。頭町の名は間之町通の頭端部（丸太町以北）に位置したことにちなみ、現在も旧町名を引き継ぐ頭町1町により構成される。町屋が並ぶ。

#### 西寺町通

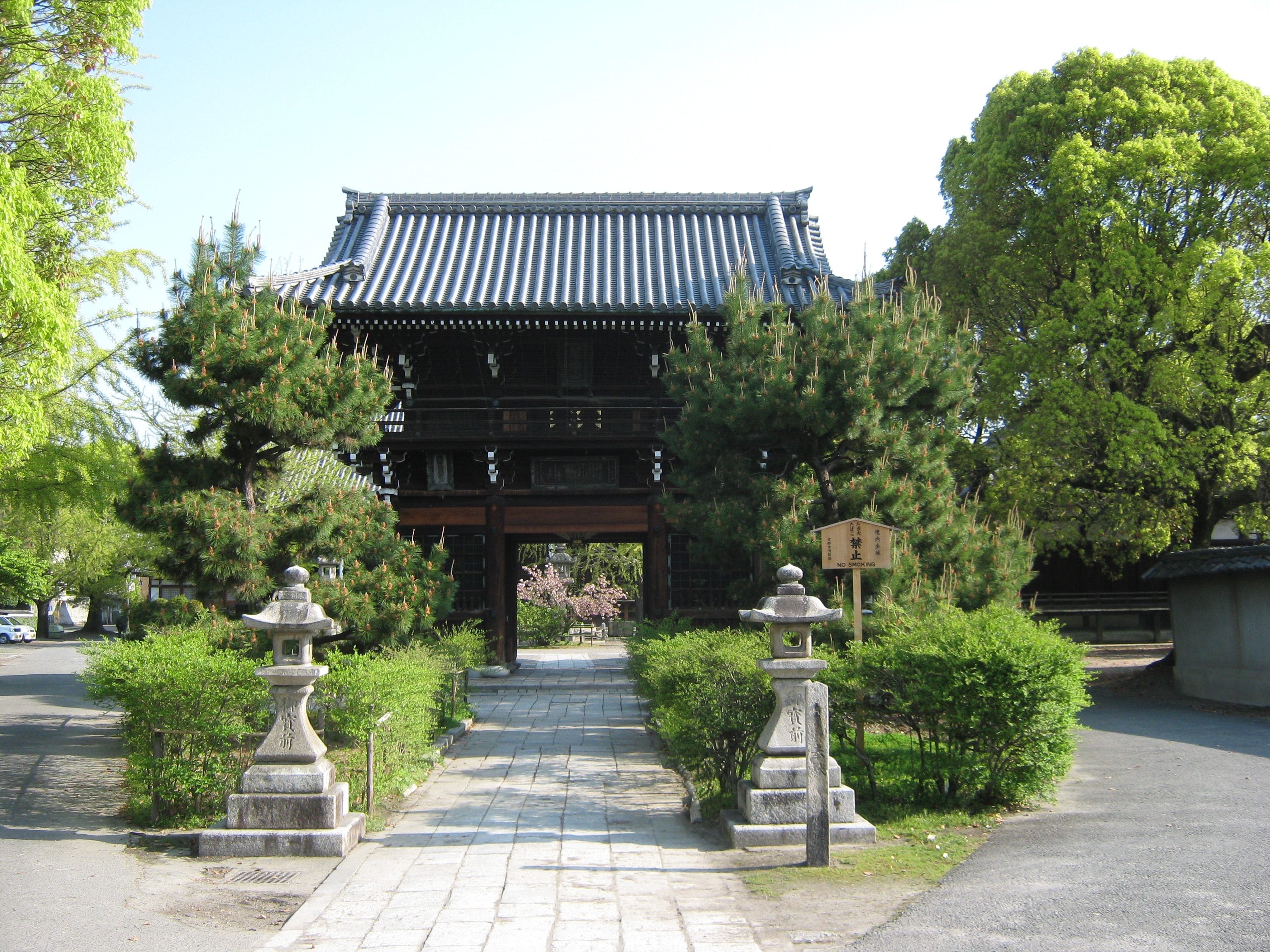
頂妙寺

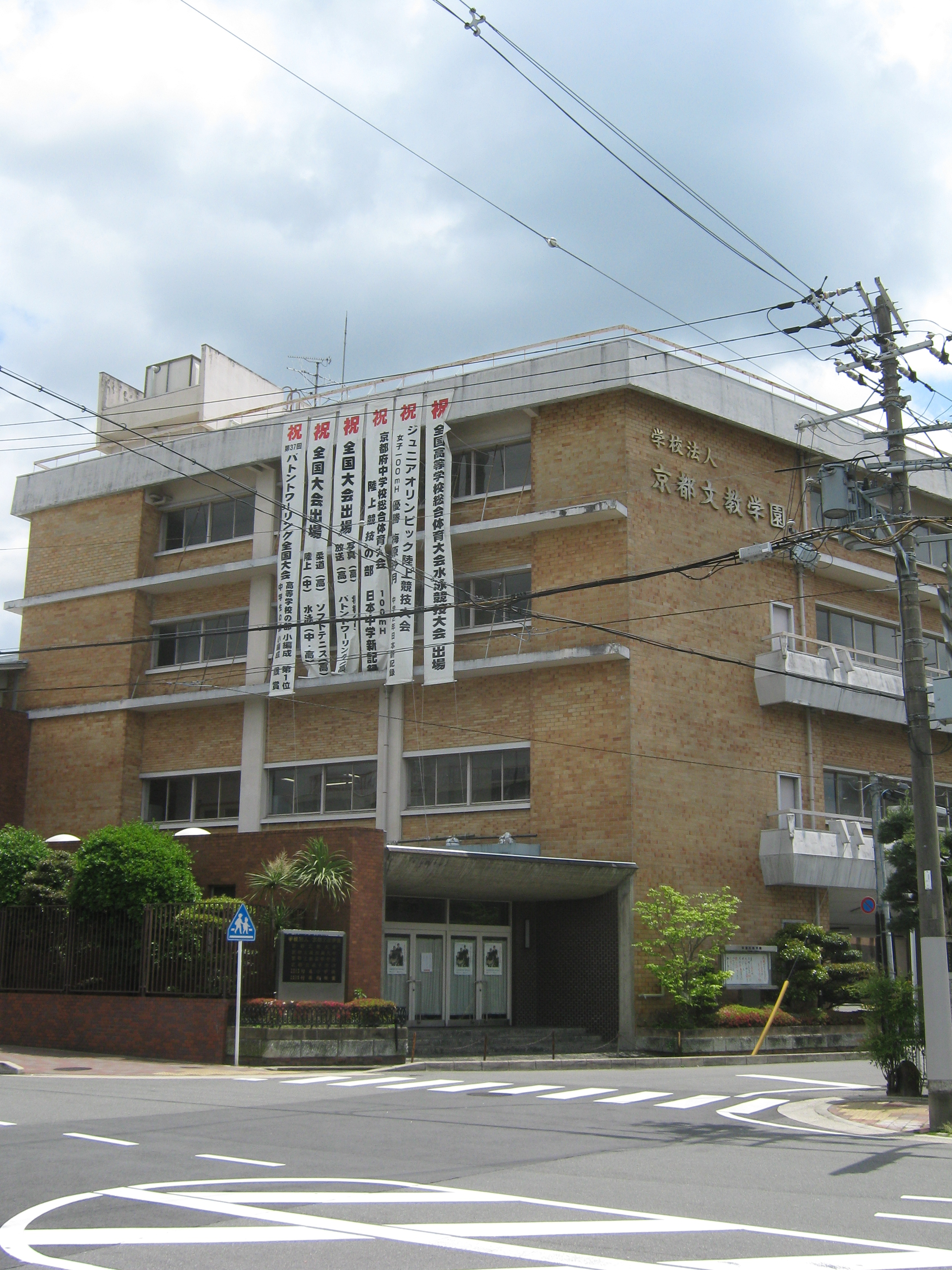
京都文教中学校・高等学校

東大路通の一筋西に位置する南北の通り。北は二条通から仁王門通まで、途中交差する通りのない延長200mほどの通りである。宝永の大火のあと、寺町通の荒神口から二条通の間に位置した寺院が移転して開かれた。現在も町名となっている正住寺ほか、両側はすべて寺院によって占められ、民家は無い。南には筋交いに新高倉通が孫橋通まで伸びる。
対になる東寺町通は、東山通（現在の東大路通）の建設により吸収消滅した。

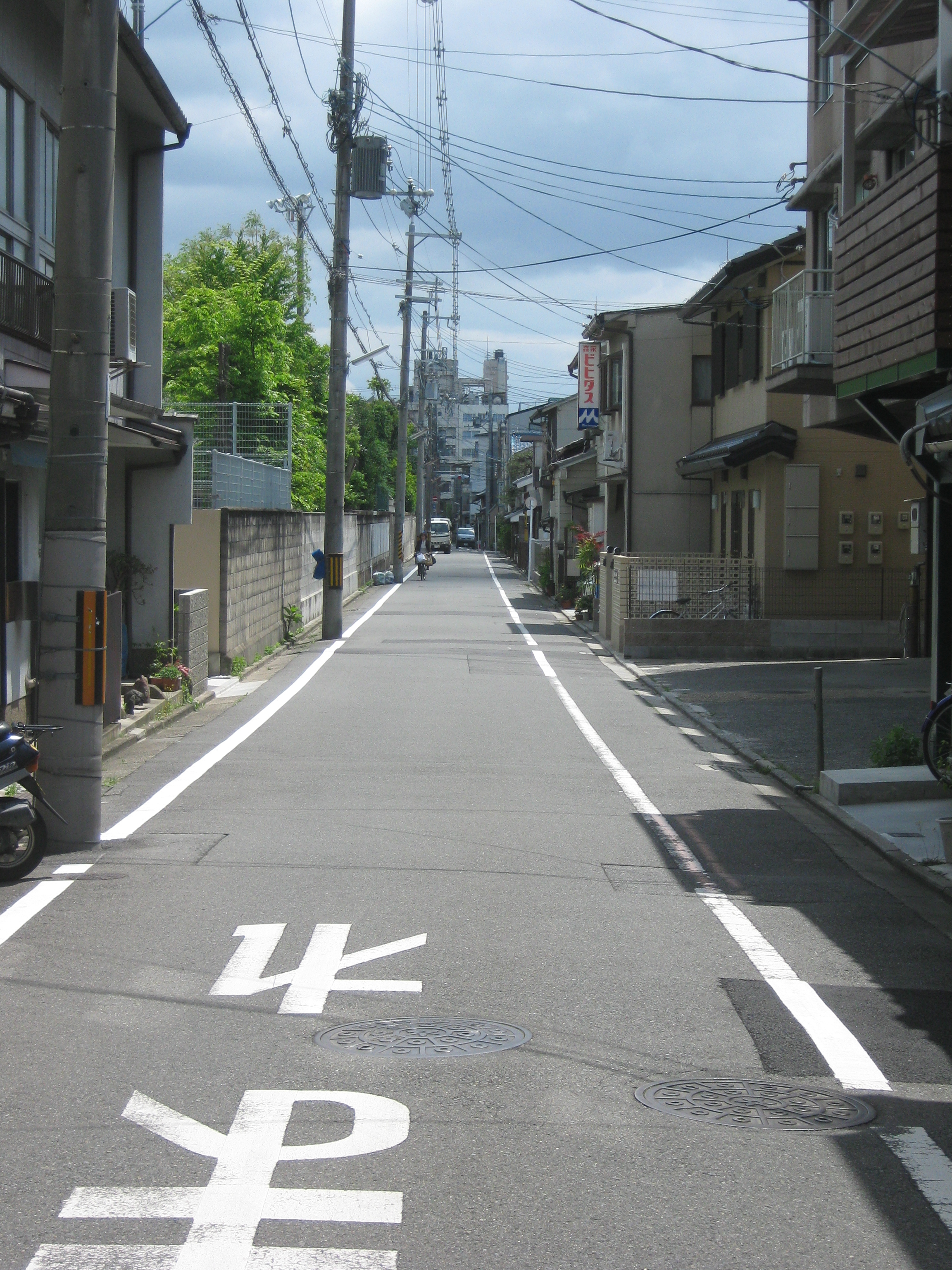
新車屋町通、京都市左京区
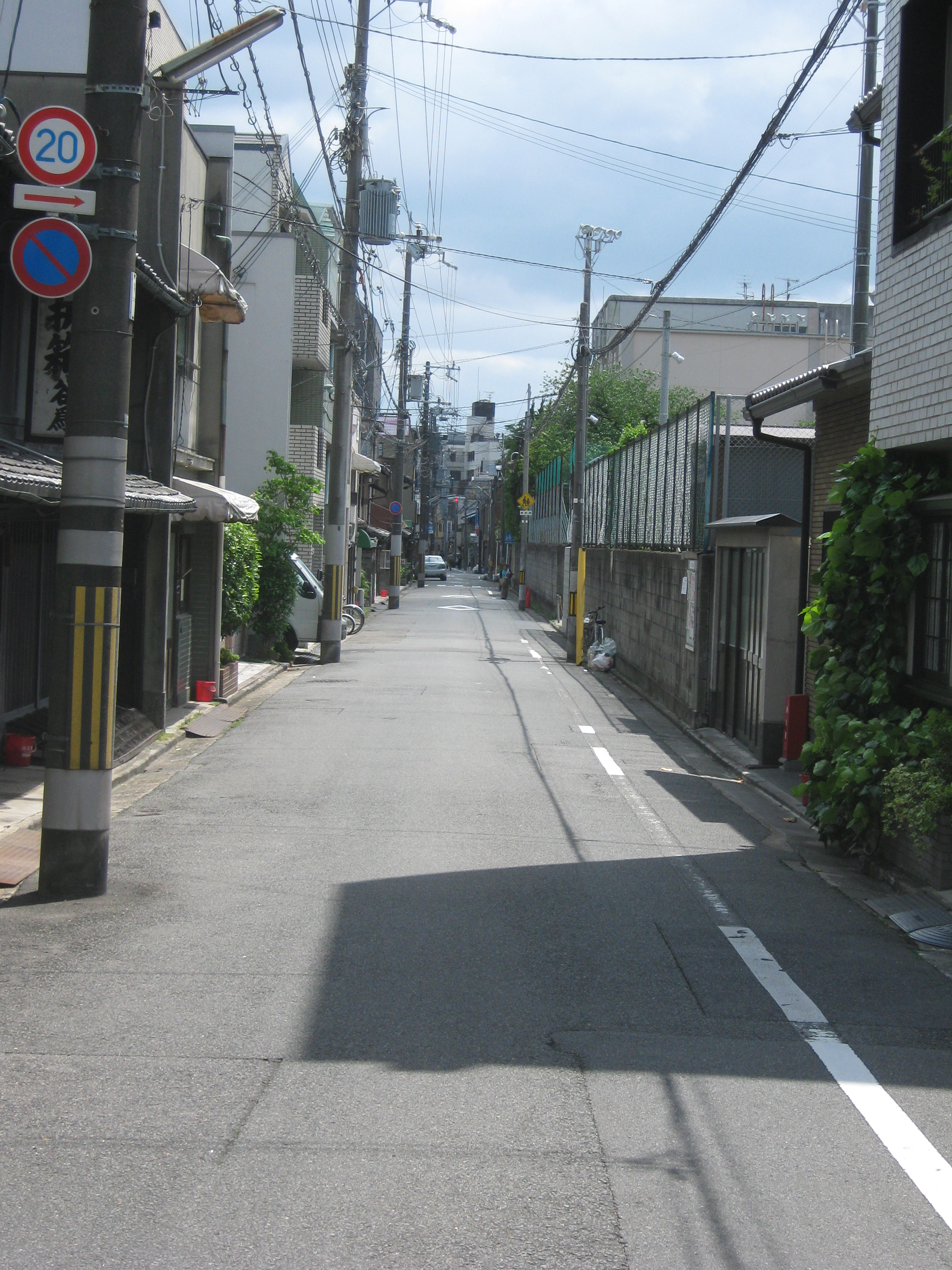
新東洞院通、京都市左京区
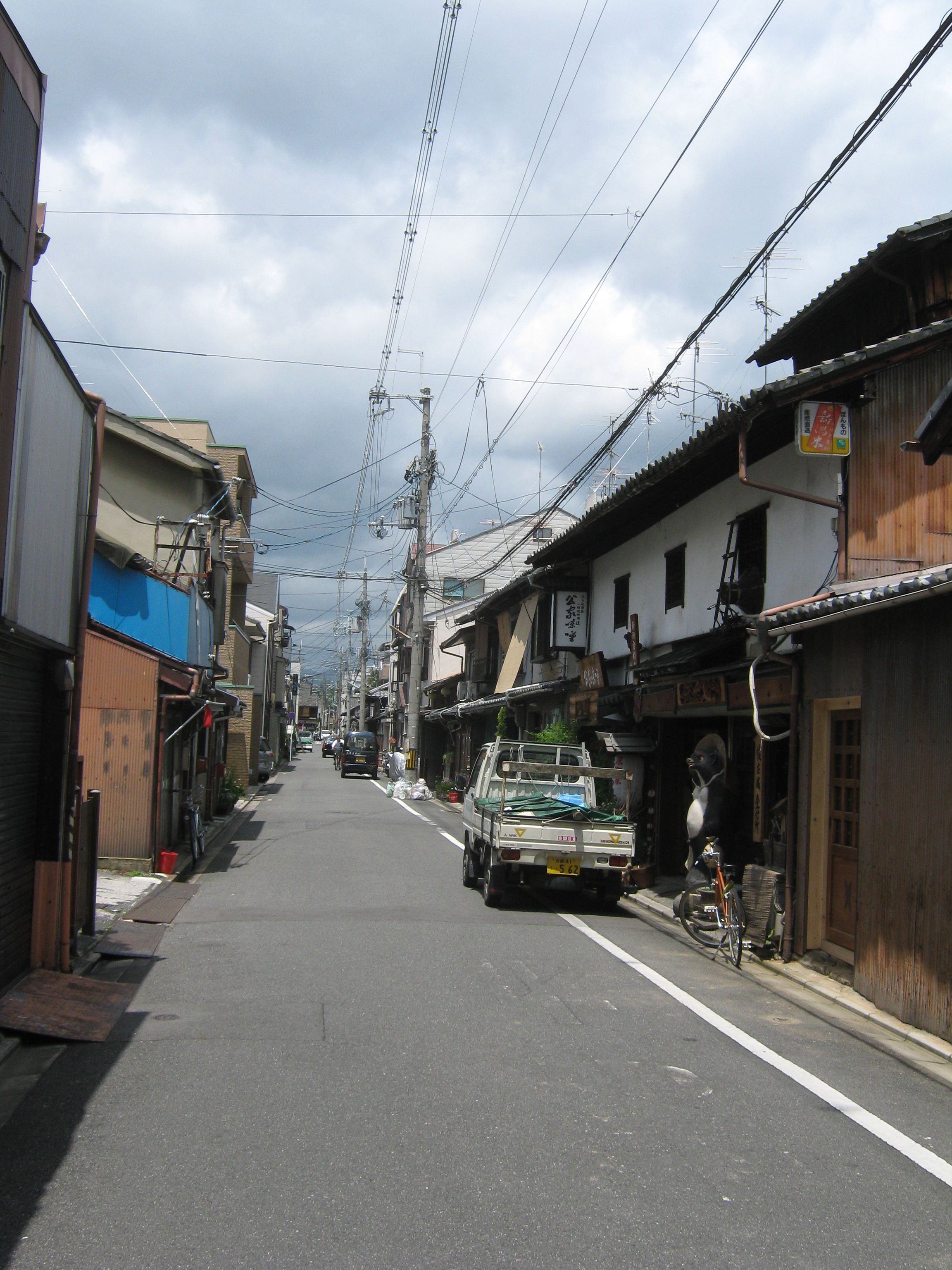
新間之町通、京都市左京区
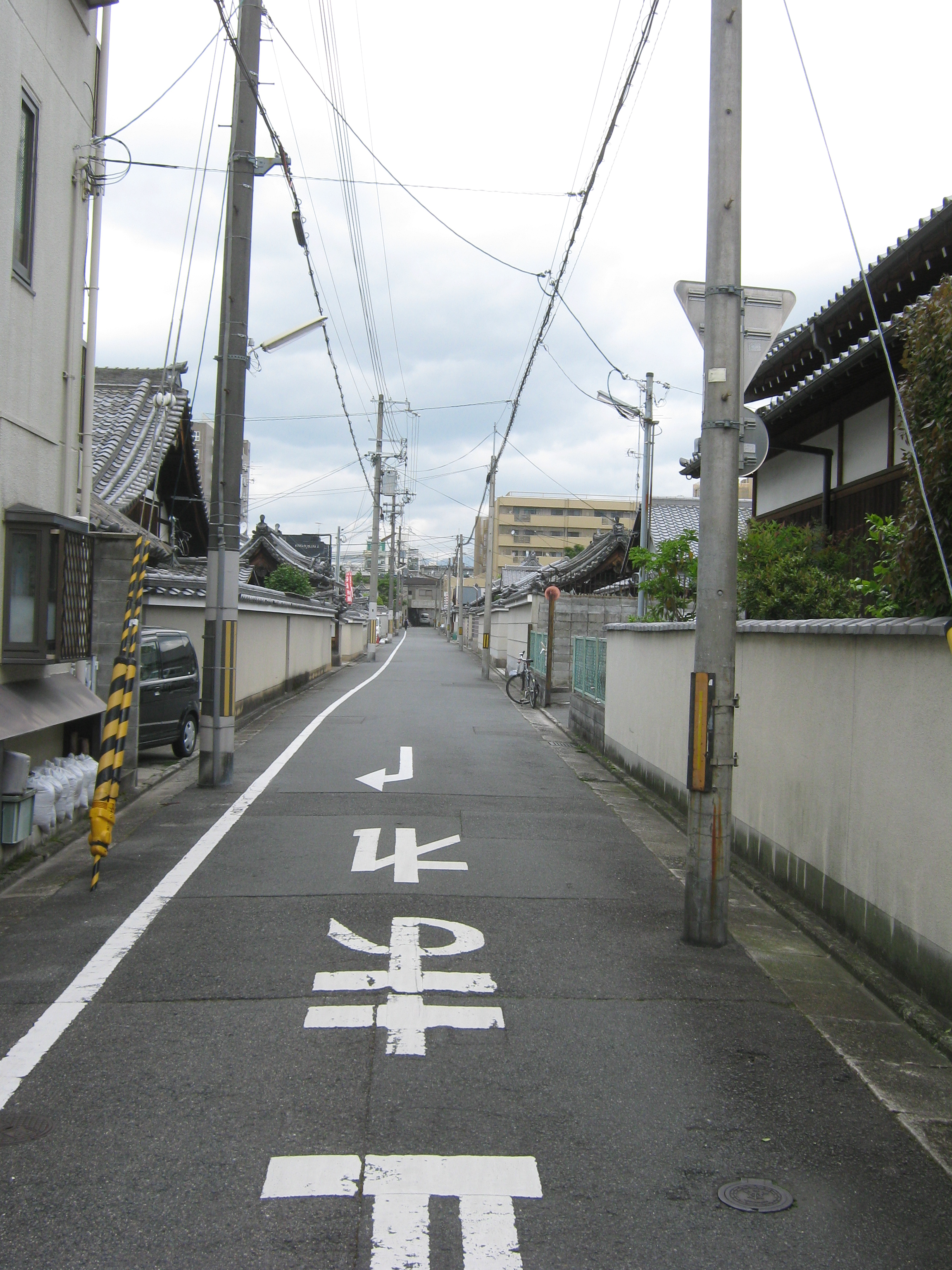
西寺町通、京都市左京区

## 沿道の主な施設
- 蹴上発電所
- 琵琶湖疏水と蹴上インクライン
- ウェスティン都ホテル京都 以上蹴上交差点
- 南禅寺
  - 金地院
  - 天授庵
  - 南禅院
- 京都市国際交流会館 以上南禅寺前交差点
- 京都市動物園 岡崎道上ル
- 岡崎公園
  - 京都市美術館
  - 京都国立近代美術館 以上神宮道上ル
- 京都文教中学校・高等学校 古川町通下ル
- 京都市立新洞小学校 新東洞院通上ル
- 頂妙寺

## 交差する道路など
- 上側が東側、下側が南側。左側が北側、右側が南側。
- 交差する道路の特記がないものは主要地方道を除く市道。

| 交差する道路など 北←<仁王門通>→南 | 交差する道路など 北←<仁王門通>→南 | 交差する場所 | 交差する場所 | 路線番号  |                           |
| --------------------------------- | --------------------------------- | ------------ | ------------ | --------- | ------------------------- |
| 府道143号四ノ宮四ツ塚線 <三条通>  | 府道143号四ノ宮四ツ塚線 <三条通>  | 東山区       | 蹴上         |           | 東 ↑ ∧ 仁 王 門 通 ∨ ↓ 西 |
| 府道143号四ノ宮四ツ塚線 <三条通>  | 府道143号四ノ宮四ツ塚線 <三条通>  | 東山区       | 蹴上         | 市道182号 | 東 ↑ ∧ 仁 王 門 通 ∨ ↓ 西 |
| 市道182号蹴上高野線 <白川通］     | -                                 | 左京区       | 南禅寺前     |           | 東 ↑ ∧ 仁 王 門 通 ∨ ↓ 西 |
| 市道182号蹴上高野線 <白川通］     | -                                 | 左京区       | 南禅寺前     | -         | 東 ↑ ∧ 仁 王 門 通 ∨ ↓ 西 |
| <岡崎道>                          |                                   | 左京区       |              |           | 東 ↑ ∧ 仁 王 門 通 ∨ ↓ 西 |
| <神宮道>                          |                                   | 左京区       |              |           | 東 ↑ ∧ 仁 王 門 通 ∨ ↓ 西 |
| <古川町通>                        |                                   | 左京区       |              |           | 東 ↑ ∧ 仁 王 門 通 ∨ ↓ 西 |
| 市道181号京都環状線 <東大路通>    | 市道181号京都環状線 <東大路通>    | 左京区       | 東山仁王門   |           | 東 ↑ ∧ 仁 王 門 通 ∨ ↓ 西 |
| <西寺町通］                       | -                                 | 左京区       |              |           | 東 ↑ ∧ 仁 王 門 通 ∨ ↓ 西 |
| -                                 | ［新高倉通>                       | 左京区       |              |           | 東 ↑ ∧ 仁 王 門 通 ∨ ↓ 西 |
| <新間之町通>                      | <新堺町通>                        | 左京区       |              |           | 東 ↑ ∧ 仁 王 門 通 ∨ ↓ 西 |
| <新東洞院通>                      | <新柳馬場通>                      | 左京区       |              |           | 東 ↑ ∧ 仁 王 門 通 ∨ ↓ 西 |
| <新車屋町通>                      | <新富小路通>                      | 左京区       |              |           | 東 ↑ ∧ 仁 王 門 通 ∨ ↓ 西 |
| -                                 | ［新麸屋町通>                     | 左京区       |              |           | 東 ↑ ∧ 仁 王 門 通 ∨ ↓ 西 |
| -                                 | ［新丸太町通>                     | 左京区       |              |           | 東 ↑ ∧ 仁 王 門 通 ∨ ↓ 西 |
| <川端通>                          |                                   | 左京区       |              |           | 東 ↑ ∧ 仁 王 門 通 ∨ ↓ 西 |

## 公共交通
京都市営地下鉄
東西線
- 蹴上駅
京都市営バス
46号系統、86号系統、EX100号系統が仁王門通を走行する。